# 지식의 고고학
《지식의 고고학》(L'archeologie du savoir)은 미셸 푸코가 1969년에 출판한 책이다. 이 책에서 그가 말하는 고고학의 대상은 문화의 전체성이 아니라 역사에서에 나타나는 수많은 언설(言說), 그것들을 구성하는 언표(言表) 및 그 한계나 형식을 규정하는 모든 법칙의 총체로서의 집장체(集藏體＝archive)에 있다고 한다. 이것들은 언어학의 대상과는 다르나 언설을 분석하는 데에는 그 대상, 양식, 개념, 주제 등의 통일을 구하는 것이 아니라 오히려 그것들의 분산(分散)에서 규칙을 발견하고 파생(派生)의 체계를 기술해야만 한다는 점 등, 방법론적으로 새로운 언어학과의 친근성을 시도하고 있다.

## 같이 보기
- 질 들뢰즈
- 미셸 푸코

## 참고 문헌
- 이 문서에는 다음커뮤니케이션(현 카카오)에서 GFDL 또는 CC-SA 라이선스로 배포한 글로벌 세계대백과사전의 내용을 기초로 작성된 글이 포함되어 있습니다.